# Puy-de-Dôme
Il dipartimento Puy-de-Dôme /pɥidəˈdom/ è un dipartimento francese della regione Alvernia-Rodano-Alpi. Il nome del dipartimento deriva dal nome di un vulcano presente nel territorio del dipartimento, il Puy de Dôme.

## Descrizione
Il territorio del dipartimento confina con i dipartimenti dell'Allier a nord, della Loira a est, dell'Alta Loira a sud-est, del Cantal a sud, della Corrèze a sud-ovest e della Creuse a nord-ovest. Le principali città, oltre al capoluogo Clermont-Ferrand, sono Ambert, Issoire, Riom e Thiers.
Il dipartimento è stato creato dopo la rivoluzione francese, il 4 marzo 1790, in applicazione della legge del 22 dicembre 1789, a partire dal territorio della provincia di Alvernia. Il dipartimento, nel momento della sua creazione, si chiamava Mont-d'Or; è stato l'intervento di un ministro di Clermont-Ferrand a determinare la modifica del nome, in quanto si temeva che la denominazione originaria (Monte dell'Oro) rischiasse di attirare troppo l'attenzione dell'amministrazione fiscale sugli abitanti del dipartimento.
Nel dipartimento è di particolare interesse artistico il Castello di Villemont.

## Archeologia
Nel settembre del 2002 sono stati rinvenuti otto cavalieri e otto cavalli sepolti a circa 300 metri dalle mura di Gondole, una delle quattro fortezze celtiche della regione. I corpi, racchiusi in una fossa comune, erano privi di qualsiasi finimento o armatura ed erano poggiati su un fianco con il viso rivolto a oriente. Si tratta di una sepoltura molto probabilmente risalente al I secolo a.C., anche se il rituale dell'inumazione è molto lontano dalla tradizionale cremazione celtica.